# Николаос Кириакопулос
Николаос (Никос) В. Кириакопулос (на гръцки: Νικόλαος Β. Κυριακόπουλος) е гръцки търговец и политик, член на Комунистическата партия на Гърция. 

## Биография
Кириакопулос е роден в западномакедонското влашко село Писодер в 1894 година в семейство на борци срещу османската власт. Кириакопулос участва в Балканските войни. Работи като адвокат в Герман и често защитава бедните селски стопани. Попада под влияние на комунистическите идеи още млад и става член на Комунистическата партия на Гърция. В 1926 година е избран за депутат от Единния фронт на работници, селяни и бежанци с 368 гласа и е избран на втори тур.
Заради комунистическата си активност е принуден да емигрира в Канада и се установява в Торонто. Става член на Комунистическата партия на Канада. Умира в Канада през 1982 година.